# Isla Neuenhagen
Isla Neuenhagen (en alemán: Insel Neuenhagen) es una isla alemana en el río Oder que pertenece administrativamente al estado de Brandenburgo, cerca de la frontera con la vecina Polonia, posee una superficie de 60 kilómetros cuadrados con un largo 12,6 km, un ancho de 6,4 km y 90,9 metros de altitud máxima.
El nombre de "Isla Neuenhagen" es derivado de la principal ciudad en su territorio, siendo originalmente una península, pero entre 1747 y 1753 se construyó un canal que la transformó en una isla.